# Liga de Campeones Femenina de la UEFA 2012-13
La Liga de Campeones de la UEFA femenina 2012-13 fue la 12.ª edición de la competición del campeonato femenino de clubes europeos de fútbol. Salvo cambios posteriores, se disputó entre agosto de 2012 y mayo de 2013. En esta edición el VfL Wolfsburgo se proclamó campeón frente al Olympique de Lyon en la final disputada en el estadio Stamford Bridge de Londres, el 23 de mayo de 2013.

## Sistema de disputa
El torneo está dividido en dos fases; una Fase de clasificación y una Fase final.
Fase de clasificación
De los cincuenta y cuatro (54) clasificados, treinta y dos (32) equipos disputarán la fase de clasificación, mientras que los veintidós (22) restantes clasifican a los dieciseisavos de final.
Los treinta y dos (32) clasificados se distribuirán en ocho grupos, y disputarán partidos entre sí en una misma sede, totalizando tres partidos por equipo.
Finalizada esta fase, clasificarán a la siguiente los ganadores de grupo junto con los dos mejores segundos.
Para determinar a los mejores segundos, se tendrán en cuenta solamente los enfrentamientos contra el primero y el tercero de cada grupo. 
Fase final
Los treinta y dos (32) equipos se enfrentarán en llaves de eliminatorias a doble partido, las cuales son sorteadas, hasta llegar a la final, la cual se disputará a partido único.

## Equipos
Las primeras ocho federaciones obtuvieron dos plazas para la Fase final, mientras que las siguientes seis obtuvieron una plaza para la misma fase. Las siguientes treinta y dos federaciones obtuvieron una plaza a la Fase de clasificación.
| Fase final                  | Fase final                     | Fase final              | Fase final                |
| --------------------------- | ------------------------------ | ----------------------- | ------------------------- |
| 1.FFC Turbine Potsdam (1.º) | VfL Wolfsburgo (2.º)           | Olympique de Lyon (1.º) | FCF Juvisy (2.º)          |
| LdB Malmö (1.º)             | Göteborg FC (2)                | WFC Rossiyanka (1.º)    | Zorky Krasnogorsk (2.º)   |
| Arsenal Ladies (1.º)        | Birmingham City (2.º)          | Brøndby IF (1.º)        | Fortuna Hjørring (2.º)    |
| ASD Torres Calcio (1.º)     | Bardolino Verona (2.º)         | Røa IL (1.º)            | Stabæk (2.º)              |
| Stjarnan (1.º)              | SV Neulengbach (1.º)           | FC Barcelona (1.º)      | Standard Liège (1.º)      |
| Sparta Praha (1.º)          | ADO Den Haag (1.º)             |                         |                           |
| Fase de clasificación       |                                |                         |                           |
| Bobruichanka (1.º)          | BIIK Kazygurt (1.º)            | Unia Racibórz (1.º)     | Zhytlobud-1 Járkov (1.º)  |
| MTK Hungária FC (1.º)       | PK-35 Vantaa (1.º)             | PAOK (1.º)              | FC Zürich Frauen (1.º)    |
| ŽFK Spartak Subotica (1.º)  | Glasgow City (1.º)             | FC NSA Sofia (1.º)      | Olimpia Cluj (1.º)        |
| 1.º de Dezembro (1.º)       | WFC Pomurje (1.º)              | SFK 2000 (1.º)          | ASA Tel Aviv FC (1.º)     |
| Gintra Universitetas (1.º)  | Apollon Limassol (1.º)         | Slovan Bratislava (1.º) | Cardiff City Ladies (1.º) |
| Peamount United (1.º)       | KÍ Klaksvík (1.º)              | FC Noroc (1.º)          | ŽNK Osijek (1.º)          |
| Ataşehir Belediyesi (1.º)   | Glentoran Belfast United (1.º) | Pärnu JK (1.º)          | Naše Taksi (1.º)          |
| Birkirkara FC (1.º)         | Skonto/Ceriba (1.º)            | KS Ada Velipojë (1.º)   | WFC Ekonomist (1.º)       |

## Calendario
| Fase                   | Ronda                  | Fecha del sorteo        | Partido de ida                       | Partido de vuelta             |
| ---------------------- | ---------------------- | ----------------------- | ------------------------------------ | ----------------------------- |
| Fase de clasificación  | Primer Partido         | 28 de junio de 2012     | 11 de agosto de 2012                 | 11 de agosto de 2012          |
| Fase de clasificación  | Segundo partido        | 28 de junio de 2012     | 13 de agosto de 2012                 | 13 de agosto de 2012          |
| Fase de clasificación  | Tercer partido         | 28 de junio de 2012     | 16 de agosto de 2012                 | 16 de agosto de 2012          |
| Eliminatorias directas | Dieciseisavos de final | 5 de septiembre de 2012 | 26-27 de septiembre de 2012          | 3-4 de octubre de 2012        |
| Eliminatorias directas | Octavos de final       | 5 de septiembre de 2012 | 31 de octubre-1 de noviembre de 2012 | 7-8 de noviembre de 2012      |
| Eliminatorias directas | Cuartos de final       | 21 de noviembre de 2012 | 20-21 de marzo de 2013               | 27-28 de marzo de 2013        |
| Eliminatorias directas | Semifinales            | 21 de noviembre de 2012 | 13-14 de abril de 2013               | 20-21 de abril de 2013        |
| Eliminatorias directas | Final                  | 21 de noviembre de 2012 | 23 de mayo de 2013 en Londres        | 23 de mayo de 2013 en Londres |

## Fase de clasificación
En la fase de clasificación participaron los 32 equipos no clasificados para la siguiente fase. Se desarrolló entre el 8 y el 13 de agosto en 8 sedes previamente sorteadas.
En negritas equipo cuyo país es sede de algún grupo.
| 1.º bombo (Cabezas de serie) | 2.º bombo            | 3.º bombo                | 4.º bombo           |
| ---------------------------- | -------------------- | ------------------------ | ------------------- |
| Glasgow City FC              | MTK Hungária FC      | WFC Osijek               | Pärnu JK            |
| RTP Unia Racibórz            | Zhytlobud-1 Járkov   | KÍ Klaksvík              | Ataşehir Belediyesi |
| PAOK                         | Bobruichanka         | ŽFK Spartak Subotica     | Cardiff City Ladies |
| FC Zürich Frauen             | Gintra Universitetas | Peamount United          | FC Noroc            |
| Apollon Limassol LFC         | PK-35 Vantaa         | Slovan Bratislava        | KS Ada Velipojë     |
| 1º de Dezembro               | ASA Tel-Aviv FC      | Naše Taksi               | Birkirkara FC       |
| SFK 2000                     | Olimpia Cluj         | Glentoran Belfast United | Skonto/Ceriba       |
| FC NSA Sofia                 | BIIK Kazygurt        | WFC Pomurje              | WFC Ekonomist       |

|  | Equipos clasificados para los dieciseisavos de final.                    |
|  | Equipos clasificados para los dieciseisavos de final como mejor segundo. |
|  | Equipos eliminados de la competición.                                    |

### Grupo 1
El Grupo 1 tuvo sede en las ciudades de Beltinci y Lendava en Eslovenia.
| Equipo               | Pts | PJ | PG | PE | PP | GF | GC | Dif |
| -------------------- | --- | -- | -- | -- | -- | -- | -- | --- |
| FC Zürich Frauen     | 9   | 3  | 3  | 0  | 0  | 14 | 0  | +14 |
| WFC Pomurje          | 6   | 3  | 2  | 0  | 1  | 13 | 5  | +8  |
| Ataşehir Belediyesi  | 3   | 3  | 1  | 0  | 2  | 5  | 10 | -5  |
| Gintra Universitetas | 0   | 3  | 0  | 0  | 3  | 3  | 20 | -17 |

| Fecha        | Estadio            | Local                | Resultado | Visitante            |
| ------------ | ------------------ | -------------------- | --------- | -------------------- |
| 11 de agosto | Parque de Beltinci | WFC Pomurje          | 0:2       | FC Zürich Frauen     |
| 11 de agosto | Parque de Lendava  | Ataşehir Belediyesi  | 3:2       | Gintra Universitetas |
| 13 de agosto | Parque de Beltinci | FC Zürich Frauen     | 4:0       | Ataşehir Belediyesi  |
| 13 de agosto | Parque de Lendava  | WFC Pomurje          | 9:1       | Gintra Universitetas |
| 16 de agosto | Parque de Lendava  | Gintra Universitetas | 0:8       | FC Zürich Frauen     |
| 16 de agosto | Parque de Beltinci | Ataşehir Belediyesi  | 2:4       | WFC Pomurje          |

### Grupo 2
El Grupo 2 tuvo sede en la ciudad de Subotica y Novi Sad Serbia.
| Equipo               | Pts | PJ | PG | PE | PP | GF | GC | Dif |
| -------------------- | --- | -- | -- | -- | -- | -- | -- | --- |
| BIIK Kazygurt        | 9   | 3  | 3  | 0  | 0  | 9  | 0  | +9  |
| ŽFK Spartak Subotica | 6   | 3  | 2  | 0  | 1  | 8  | 2  | +6  |
| FC NSA Sofia         | 3   | 3  | 1  | 0  | 2  | 2  | 11 | -9  |
| Pärnu JK             | 0   | 3  | 0  | 0  | 3  | 0  | 6  | 0   |

| Fecha        | Estadio             | Local                | Resultado | Visitante     |
| ------------ | ------------------- | -------------------- | --------- | ------------- |
| 11 de agosto | Cluj Arena          | ŽFK Spartak Subotica | 7:0       | FC NSA Sofia  |
| 11 de agosto | Estadio de Subotica | BIIK Kazygurt        | 3:0       | Pärnu JK      |
| 13 de agosto | Estadio de Subotica | FC NSA Sofia         | 2:0       | Pärnu JK      |
| 13 de agosto | Estadio de Subotica | ŽFK Spartak Subotica | 0:2       | BIIK Kazygurt |
| 16 de agosto | Estadio de Subotica | BIIK Kazygurt        | 4:0       | FC NSA Sofia  |
| 16 de agosto | Estadio Karađorđe   | ŽFK Spartak Subotica | 1:0       | Pärnu JK      |

### Grupo 3
El Grupo 3 tuvo sede en la ciudad de Birkirkara en Malta.
| Equipo                   | Pts | PJ | PG | PE | PP | GF | GC | Dif |
| ------------------------ | --- | -- | -- | -- | -- | -- | -- | --- |
| Olimpia Cluj             | 9   | 3  | 3  | 0  | 0  | 16 | 3  | +13 |
| 1º de Dezembro           | 6   | 3  | 2  | 0  | 1  | 6  | 4  | +2  |
| Glentoran Belfast United | 3   | 3  | 1  | 0  | 2  | 5  | 9  | -4  |
| Birkirkara FC            | 0   | 3  | 0  | 0  | 3  | 1  | 12 | -11 |

| Fecha        | Estadio                | Local          | Resultado | Visitante                |
| ------------ | ---------------------- | -------------- | --------- | ------------------------ |
| 11 de agosto | Estadio Centenario MFA | 1º de Dezembro | 4:0       | Glentoran Belfast United |
| 11 de agosto | Estadio Centenario MFA | Birkirkara FC  | 0:8       | Olimpia Cluj             |
| 13 de agosto | Estadio Centenario MFA | Birkirkara FC  | 0:1       | 1º de Dezembro           |
| 13 de agosto | Estadio Centenario MFA | Olimpia Cluj   | 4:2       | Glentoran Belfast United |
| 16 de agosto | Estadio de Ta' Qali    | Olimpia Cluj   | 4:1       | 1º de Dezembro           |
| 16 de agosto | Estadio Centenario MFA | Birkirkara FC  | 1:3       | Glentoran Belfast United |

### Grupo 4
El Grupo 4 tuvo sede en la ciudad de Bratislava y Senec en Eslovaquia.
| Equipo            | Pts | PJ | PG | PE | PP | GF | GC | Dif |
| ----------------- | --- | -- | -- | -- | -- | -- | -- | --- |
| Unia Racibórz     | 9   | 3  | 3  | 0  | 0  | 17 | 1  | +16 |
| Slovan Bratislava | 6   | 3  | 2  | 0  | 1  | 11 | 7  | +4  |
| Bobruichanka      | 3   | 3  | 1  | 0  | 2  | 7  | 9  | -2  |
| WFC Ekonomist     | 0   | 3  | 0  | 0  | 3  | 2  | 20 | -18 |

| Fecha        | Estadio          | Local             | Resultado | Visitante     |
| ------------ | ---------------- | ----------------- | --------- | ------------- |
| 11 de agosto | Estadio Pasienky | Slovan Bratislava | 0:5       | Unia Racibórz |
| 11 de agosto | NTC Senec        | Bobruichanka      | 5:1       | WFC Ekonomist |
| 13 de agosto | NTC Senec        | Unia Racibórz     | 7:1       | WFC Ekonomist |
| 13 de agosto | Estadio Pasienky | Slovan Bratislava | 3:2       | Bobruichanka  |
| 16 de agosto | NTC Senec        | Unia Racibórz     | 5:0       | Bobruichanka  |
| 16 de agosto | Estadio Pasienky | Slovan Bratislava | 8:0       | WFC Ekonomist |

### Grupo 5
El Grupo 5 tuvo sede en la ciudad de Sarajevo en Bosnia-Herzegovina.
| Equipo              | Pts | PJ | PG | PE | PP | GF | GC | Dif |
| ------------------- | --- | -- | -- | -- | -- | -- | -- | --- |
| SFK 2000            | 7   | 3  | 2  | 1  | 0  | 6  | 1  | +5  |
| Peamount United     | 6   | 3  | 2  | 0  | 1  | 9  | 4  | +5  |
| ASA Tel Aviv FC     | 4   | 3  | 1  | 1  | 1  | 6  | 6  | 0   |
| Cardiff City Ladies | 0   | 3  | 0  | 0  | 3  | 0  | 10 | -10 |

| Fecha        | Estadio              | Local               | Resultado | Visitante           |
| ------------ | -------------------- | ------------------- | --------- | ------------------- |
| 11 de agosto | Asim Ferhatović Hase | SFK 2000            | 4:0       | Peamount United     |
| 11 de agosto | Asim Ferhatović Hase | ASA Tel Aviv FC     | 5:0       | Cardiff City Ladies |
| 13 de agosto | Asim Ferhatović Hase | SFK 2000            | 1:0       | Cardiff City Ladies |
| 13 de agosto | Asim Ferhatović Hase | Peamount United     | 5:0       | ASA Tel Aviv FC     |
| 16 de agosto | Asim Ferhatović Hase | ASA Tel Aviv FC     | 1:1       | SFK 2000            |
| 16 de agosto | Estadio de Slavija   | Cardiff City Ladies | 0:4       | Peamount United     |

### Grupo 6
El Grupo 6 tuvo sede en la ciudad de Lárnaca y Limasol en Chipre.
| Equipo              | Pts | PJ | PG | PE | PP | GF | GC | Dif |
| ------------------- | --- | -- | -- | -- | -- | -- | -- | --- |
| Apollon Limassol    | 9   | 3  | 3  | 0  | 0  | 31 | 0  | +31 |
| Zhytlobud-1 Kharkiv | 6   | 3  | 2  | 0  | 1  | 16 | 5  | +11 |
| KÍ Klaksvík         | 3   | 3  | 1  | 0  | 2  | 12 | 10 | +2  |
| KS Ada Velipojë     | 0   | 3  | 0  | 0  | 3  | 2  | 46 | -44 |

| Fecha        | Estadio         | Local              | Resultado | Visitante          |
| ------------ | --------------- | ------------------ | --------- | ------------------ |
| 11 de agosto | Neo GSZ         | Apollon Limassol   | 7:0       | KÍ Klaksvík        |
| 11 de agosto | Neo GSZ         | Zhytlobud-1 Járkov | 14:1      | KS Ada Velipojë    |
| 13 de agosto | Neo GSZ         | Apollon Limassol   | 21:0      | KS Ada Velipojë    |
| 13 de agosto | Neo GSZ         | KÍ Klaksvík        | 1:2       | Zhytlobud-1 Járkov |
| 16 de agosto | Estadio Tsirion | Zhytlobud-1 Járkov | 0:3       | Apollon Limassol   |
| 16 de agosto | Neo GSZ         | KS Ada Velipojë    | 1:11      | KÍ Klaksvík        |

### Grupo 7
El Grupo 7 tuvo sede en la ciudad de Skopie en Macedonia.
| Equipo          | Pts | PJ | PG | PE | PP | GF | GC | Dif |
| --------------- | --- | -- | -- | -- | -- | -- | -- | --- |
| MTK Hungária FC | 9   | 3  | 3  | 0  | 0  | 14 | 0  | +14 |
| PAOK            | 6   | 3  | 2  | 0  | 1  | 9  | 2  | +7  |
| Naše Taksi      | 3   | 3  | 1  | 0  | 2  | 5  | 10 | -5  |
| Skonto/Ceriba   | 0   | 3  | 0  | 0  | 3  | 2  | 18 | -16 |

| Fecha        | Estadio         | Local           | Resultado | Visitante       |
| ------------ | --------------- | --------------- | --------- | --------------- |
| 11 de agosto | Estadio Mladost | Naše Taksi      | 0:1       | PAOK            |
| 11 de agosto | Estadio Kukusz  | MTK Hungária FC | 5:0       | Skonto/Ceriba   |
| 13 de agosto | Estadio Mladost | PAOK            | 8:0       | Skonto/Ceriba   |
| 13 de agosto | Estadio Kukusz  | Naše Taksi      | 0:7       | MTK Hungária FC |
| 16 de agosto | Estadio Mladost | MTK Hungária FC | 2:0       | PAOK            |
| 16 de agosto | Estadio Kukusz  | Skonto/Ceriba   | 2:5       | Naše Taksi      |

### Grupo 8
El Grupo 8 tuvo sede en la ciudad de Vantaa en Finlandia.
| Equipo       | Pts | PJ | PG | PE | PP | GF | GC | Dif |
| ------------ | --- | -- | -- | -- | -- | -- | -- | --- |
| Glasgow City | 7   | 3  | 2  | 1  | 0  | 15 | 3  | +12 |
| PK-35 Vantaa | 7   | 3  | 2  | 1  | 0  | 10 | 2  | +8  |
| ŽNK Osijek   | 3   | 3  | 1  | 0  | 2  | 14 | 7  | +6  |
| FC Noroc     | 0   | 3  | 0  | 0  | 3  | 1  | 28 | -27 |

| Fecha        | Estadio           | Local        | Resultado | Visitante    |
| ------------ | ----------------- | ------------ | --------- | ------------ |
| 11 de agosto | Estadio Myyrmäen  | Glasgow City | 3:2       | ŽNK Osijek   |
| 11 de agosto | Estadio Hakunilan | PK-35 Vantaa | 6:0       | FC Noroc     |
| 13 de agosto | Estadio Hakunilan | Glasgow City | 11:0      | FC Noroc     |
| 13 de agosto | Estadio Myyrmäen  | ŽNK Osijek   | 1:3       | PK-35 Vantaa |
| 16 de agosto | Estadio Myyrmäen  | PK-35 Vantaa | 1:1       | Glasgow City |
| 16 de agosto | Estadio Hakunilan | FC Noroc     | 1:11      | ŽNK Osijek   |

### Tabla de segundos
Los equipos que tuvieron mejor actuación contra el primero y tercero de su respectivo grupo clasificaron a los dieciseisavos de final.
| Equipo               | Grupo | Pts | PJ | PG | PE | PP | GF | GC | Dif |
| -------------------- | ----- | --- | -- | -- | -- | -- | -- | -- | --- |
| PK-35 Vantaa         | 8     | 4   | 2  | 1  | 1  | 0  | 4  | 2  | +2  |
| ŽFK Spartak Subotica | 2     | 3   | 2  | 1  | 0  | 1  | 7  | 2  | +5  |
| 1º de Dezembro       | 3     | 3   | 2  | 1  | 0  | 1  | 5  | 4  | +1  |
| Peamount United      | 5     | 3   | 2  | 1  | 0  | 1  | 5  | 4  | +1  |
| WFC Pomurje          | 1     | 3   | 2  | 1  | 0  | 1  | 4  | 4  | 0   |
| PAOK                 | 7     | 3   | 2  | 1  | 0  | 1  | 1  | 2  | -1  |
| Zhytlobud-1 Kharkiv  | 6     | 3   | 2  | 1  | 0  | 1  | 2  | 4  | -2  |
| Slovan Bratislava    | 4     | 3   | 2  | 1  | 0  | 1  | 3  | 7  | -5  |

## Fase eliminatoria
| Clasificados directamente       | Clasificados directamente | Clasificados directamente | Clasificados directamente |
| ------------------------------- | ------------------------- | ------------------------- | ------------------------- |
| 1.FFC Turbine Potsdam           | VfL Wolfsburgo            | Olympique de Lyon         | FCF Juvisy                |
| LdB Malmö                       | Göteborg FC               | WFC Rossiyanka            | Zorky Krasnogorsk         |
| Arsenal Ladies                  | Birmingham City           | Brøndby IF                | Fortuna Hjørring          |
| ASD Torres Calcio               | Bardolino Verona          | Røa IL                    | Stabæk                    |
| Stjarnan                        | SV Neulengbach            | FC Barcelona              | Standard Liège            |
| Sparta Praha                    | ADO Den Haag              |                           |                           |
| Clasificados por fase de grupos |                           |                           |                           |
| FC Zürich Frauen                | BIIK Kazygurt             | Olimpia Cluj              | Unia Racibórz             |
| SFK 2000                        | Apollon Limassol          | MTK Hungária FC           | Glasgow City              |
| PK-35 Vantaa                    | ŽFK Spartak Subotica      |                           |                           |

## Fase final

### Dieciseisavos de final
| Equipo local ida     | Resultado | Equipo visitante ida  | Ida | Vuelta |
| -------------------- | --------- | --------------------- | --- | ------ |
| Stjarnan             | 1:3       | Zorky Krasnogorsk     | 0:0 | 1:3    |
| FC Zürich Frauen     | 1:2       | FCF Juvisy            | 1:1 | 0:1    |
| PK-35 Vantaa         | 0:12      | Olympique de Lyon     | 0:7 | 0:5    |
| Birmingham City      | 2:3       | Bardolino Verona      | 2:0 | 0:3    |
| Glasgow City         | 1:2       | Fortuna Hjørring      | 1:2 | 0:0    |
| MTK Hungária FC      | 1:10      | LdB Malmö             | 0:4 | 1:6    |
| Olimpia Cluj         | 3:3(v)    | SV Neulengbach        | 1:1 | 2:2    |
| Unia Racibórz        | 2:11      | VfL Wolfsburgo        | 1:5 | 1:6    |
| Apollon Limassol     | 3:6       | ASD Torres Calcio     | 2:3 | 1:3    |
| Stabæk               | 5:3       | Brøndby IF            | 2:0 | 3:3    |
| SFK 2000             | 0:6       | Sparta Praha          | 0:3 | 0:3    |
| BIIK Kazygurt        | 0:8       | Røa IL                | 0:4 | 0:4    |
| Standard Liège       | 1:8       | 1.FFC Turbine Potsdam | 1:3 | 0:5    |
| ADO Den Haag         | 3:5       | WFC Rossiyanka        | 1:4 | 2:1    |
| ŽFK Spartak Subotica | 0:4       | Göteborg FC           | 0:1 | 0:3    |
| FC Barcelona         | 0:7       | Arsenal Ladies        | 0:3 | 0:4    |

### Cuadro
|  | Octavos de final                               | Octavos de final                               | Octavos de final                               |                   |   | Cuartos de final           | Cuartos de final           | Cuartos de final           |  |  | Semifinales                | Semifinales                | Semifinales                |  |  | Final      | Final      | Final      |
|  | 31 de octubre/1 de noviembre- 7/8 de noviembre | 31 de octubre/1 de noviembre- 7/8 de noviembre | 31 de octubre/1 de noviembre- 7/8 de noviembre |                   |   | 20 de marzo-27/28 de marzo | 20 de marzo-27/28 de marzo | 20 de marzo-27/28 de marzo |  |  | 13/14 de abril-21 de abril | 13/14 de abril-21 de abril | 13/14 de abril-21 de abril |  |  | 23 de mayo | 23 de mayo | 23 de mayo |
|  |                                                |                                                |                                                |                   |   |                            |                            |                            |  |  |                            |                            |                            |  |  |            |            |            |
|  |                                                |                                                |                                                |                   |   |                            |                            |                            |  |  |                            |                            |                            |  |  |            |            |            |
|  |                                                |                                                |                                                |                   |   |                            |                            |                            |  |  |                            |                            |                            |  |  |            |            |            |
|  | Arsenal Ladies                                 | 2                                              | 4                                              |                   |   |                            |                            |                            |  |  |                            |                            |                            |  |  |            |            |            |
|  | Arsenal Ladies                                 | 2                                              | 4                                              |                   |   |                            |                            |                            |  |  |                            |                            |                            |  |  |            |            |            |
|  | Turbine Potsdam                                | 1                                              | 3                                              |                   |   |                            |                            |                            |  |  |                            |                            |                            |  |  |            |            |            |
|  | Turbine Potsdam                                | 1                                              | 3                                              | Arsenal Ladies    | 3 | 1                          |                            |                            |  |  |                            |                            |                            |  |  |            |            |            |
|  |                                                |                                                |                                                |                   | 3 | 1                          |                            |                            |  |  |                            |                            |                            |  |  |            |            |            |
|  |                                                | ASD Torres Calcio                              | 1                                              | 0                 |   |                            |                            |                            |  |  |                            |                            |                            |  |  |            |            |            |
|  | ASD Torres Calcio                              | ASD Torres Calcio                              | 1                                              | 0                 | 4 | 3                          |                            |                            |  |  |                            |                            |                            |  |  |            |            |            |
|  | ASD Torres Calcio                              |                                                |                                                |                   | 4 | 3                          |                            |                            |  |  |                            |                            |                            |  |  |            |            |            |
|  | Olimpia Cluj                                   | 1                                              | 0                                              |                   |   |                            |                            |                            |  |  |                            |                            |                            |  |  |            |            |            |
|  | Olimpia Cluj                                   | 1                                              | 0                                              | Arsenal Ladies    | 0 | 1                          |                            |                            |  |  |                            |                            |                            |  |  |            |            |            |
|  |                                                |                                                |                                                |                   | 0 | 1                          |                            |                            |  |  |                            |                            |                            |  |  |            |            |            |
|  |                                                | VfL Wolfsburgo                                 | 2                                              | 2                 |   |                            |                            |                            |  |  |                            |                            |                            |  |  |            |            |            |
|  | VfL Wolfsburgo                                 | VfL Wolfsburgo                                 | 2                                              | 2                 | 4 | 1                          |                            |                            |  |  |                            |                            |                            |  |  |            |            |            |
|  | VfL Wolfsburgo                                 |                                                |                                                |                   | 4 | 1                          |                            |                            |  |  |                            |                            |                            |  |  |            |            |            |
|  | Røa IL                                         | 1                                              | 1                                              |                   |   |                            |                            |                            |  |  |                            |                            |                            |  |  |            |            |            |
|  | Røa IL                                         | 1                                              | 1                                              | VfL Wolfsburgo    | 2 | 2                          |                            |                            |  |  |                            |                            |                            |  |  |            |            |            |
|  |                                                |                                                |                                                |                   | 2 | 2                          |                            |                            |  |  |                            |                            |                            |  |  |            |            |            |
|  |                                                | WFC Rossiyanka                                 | 1                                              | 0                 |   |                            |                            |                            |  |  |                            |                            |                            |  |  |            |            |            |
|  | Sparta Praha                                   | WFC Rossiyanka                                 | 1                                              | 0                 | 0 | 2                          |                            |                            |  |  |                            |                            |                            |  |  |            |            |            |
|  | Sparta Praha                                   |                                                |                                                |                   | 0 | 2                          |                            |                            |  |  |                            |                            |                            |  |  |            |            |            |
|  | WFC Rossiyanka                                 | 1                                              | 2                                              |                   |   |                            |                            |                            |  |  |                            |                            |                            |  |  |            |            |            |
|  | WFC Rossiyanka                                 | 1                                              | 2                                              | VfL Wolfsburgo    | 1 |                            |                            |                            |  |  |                            |                            |                            |  |  |            |            |            |
|  |                                                |                                                |                                                |                   | 1 |                            |                            |                            |  |  |                            |                            |                            |  |  |            |            |            |
|  |                                                | Olympique de Lyon                              | 0                                              |                   |   |                            |                            |                            |  |  |                            |                            |                            |  |  |            |            |            |
|  | Zorky Krasnogorsk                              | Olympique de Lyon                              | 0                                              | 0                 | 0 |                            |                            |                            |  |  |                            |                            |                            |  |  |            |            |            |
|  | Zorky Krasnogorsk                              |                                                |                                                |                   | 0 |                            |                            |                            |  |  |                            |                            |                            |  |  |            |            |            |
|  | Olympique de Lyon                              | 9                                              | 2                                              |                   |   |                            |                            |                            |  |  |                            |                            |                            |  |  |            |            |            |
|  | Olympique de Lyon                              | 9                                              | 2                                              | Olympique de Lyon | 5 | 3                          |                            |                            |  |  |                            |                            |                            |  |  |            |            |            |
|  |                                                |                                                |                                                |                   | 5 | 3                          |                            |                            |  |  |                            |                            |                            |  |  |            |            |            |
|  |                                                | LdB Malmö                                      | 0                                              | 0                 |   |                            |                            |                            |  |  |                            |                            |                            |  |  |            |            |            |
|  | LdB Malmö                                      | LdB Malmö                                      | 0                                              | 0                 | 1 | 2                          |                            |                            |  |  |                            |                            |                            |  |  |            |            |            |
|  | LdB Malmö                                      |                                                |                                                |                   | 1 | 2                          |                            |                            |  |  |                            |                            |                            |  |  |            |            |            |
|  | Bardolino Verona                               | 0                                              | 0                                              |                   |   |                            |                            |                            |  |  |                            |                            |                            |  |  |            |            |            |
|  | Bardolino Verona                               | 0                                              | 0                                              | Olympique de Lyon | 3 | 6                          |                            |                            |  |  |                            |                            |                            |  |  |            |            |            |
|  |                                                |                                                |                                                |                   | 3 | 6                          |                            |                            |  |  |                            |                            |                            |  |  |            |            |            |
|  |                                                | FCF Juvisy                                     | 0                                              | 1                 |   |                            |                            |                            |  |  |                            |                            |                            |  |  |            |            |            |
|  | Stabæk                                         | FCF Juvisy                                     | 0                                              | 1                 | 0 | 1                          |                            |                            |  |  |                            |                            |                            |  |  |            |            |            |
|  | Stabæk                                         |                                                |                                                |                   | 0 | 1                          |                            |                            |  |  |                            |                            |                            |  |  |            |            |            |
|  | FCF Juvisy                                     | 0                                              | 2                                              |                   |   |                            |                            |                            |  |  |                            |                            |                            |  |  |            |            |            |
|  | FCF Juvisy                                     | 0                                              | 2                                              | FCF Juvisy        | 1 | 3                          |                            |                            |  |  |                            |                            |                            |  |  |            |            |            |
|  |                                                |                                                |                                                |                   | 1 | 3                          |                            |                            |  |  |                            |                            |                            |  |  |            |            |            |
|  |                                                | Göteborg FC                                    | 0                                              | 1                 |   |                            |                            |                            |  |  |                            |                            |                            |  |  |            |            |            |
|  | Fortuna Hjørring                               | Göteborg FC                                    | 0                                              | 1                 | 1 | 2                          |                            |                            |  |  |                            |                            |                            |  |  |            |            |            |
|  | Fortuna Hjørring                               |                                                |                                                |                   | 1 | 2                          |                            |                            |  |  |                            |                            |                            |  |  |            |            |            |
|  | Göteborg FC                                    | 1                                              | 3                                              |                   |   |                            |                            |                            |  |  |                            |                            |                            |  |  |            |            |            |

### Octavos de final

#### Fortuna Hjørring - Göteborg FC
| 31 de octubre | Fortuna Hjørring | 1 - 1 | Göteborg FC  | Estadio Hjørring, Hjørring                               |                                                          |
|               | Nadim 65'        |       | Averbuch 72' | Asistencia: 463 espectadores Árbitro(s): Kateryna Monzul | Asistencia: 463 espectadores Árbitro(s): Kateryna Monzul |

| 7 de noviembre | Göteborg FC  | 1 - 3 | Fortuna Hjørring               | Estadio Walhalla, Gotemburgo                                |                                                             |
|                | Averbuch 65' |       | Catala 77', 86' · Cayman 90+1' | Asistencia: 856 espectadores Árbitro(s): Cristina Dorcioman | Asistencia: 856 espectadores Árbitro(s): Cristina Dorcioman |

#### Zorky Krasnogorsk - Olympique de Lyon
| 31 de octubre | Zorky Krasnogorsk | 0 - 9 | Olympique de Lyon                                                                                        | Estadio Rodina, Jimki                                    |                                                          |
|               |                   |       | Abily 14' · Nécib 20', 26', 62' · Henry 54', 84' (pen) · Tonazzi 69' · Kostyukova 78' (a.g.) · Otaki 81' | Asistencia: 200 espectadores Árbitro(s): Kirsi Heikkinen | Asistencia: 200 espectadores Árbitro(s): Kirsi Heikkinen |

| 7 de noviembre | Olympique de Lyon          | 2 - 0 | Zorky Krasnogorsk | Gerland, Lyon                                          |                                                        |
|                | Tonazzi 2' · Bompastor 41' |       |                   | Asistencia: 6,420 espectadores Árbitro(s): Morag Pirie | Asistencia: 6,420 espectadores Árbitro(s): Morag Pirie |

#### LdB Malmö - Bardolino Verona
| 31 de octubre | LdB Malmö | 1 - 0 | Bardolino Verona | Estadio de Malmö, Malmö                                 |                                                         |
|               | Mittag 2' |       |                  | Asistencia: 521 espectadores Árbitro(s): Saša Ihringová | Asistencia: 521 espectadores Árbitro(s): Saša Ihringová |

| 7 de noviembre | Bardolino Verona | 0 - 2 | LdB Malmö                           | Gerland, Lyon                                            |                                                          |
|                |                  |       | Gunnarsdóttir 13' · Wilhelmsson 57' | Asistencia: 3,500 espectadores Árbitro(s): Teodora Albon | Asistencia: 3,500 espectadores Árbitro(s): Teodora Albon |

#### ASD Torres Calcio - Olimpia Cluj
| 31 de octubre | ASD Torres Calcio                       | 4 - 1 | Olimpia Cluj | Vanni Sanna, Sassari                                        |                                                             |
|               | Domenichetti 10' · Panico 24', 73', 85' |       | Vătafu 51'   | Asistencia: 250 espectadores Árbitro(s): Christine Baitinge | Asistencia: 250 espectadores Árbitro(s): Christine Baitinge |

| 8 de octubre | Olimpia Cluj | 0 - 3 | ASD Torres Calcio             | Cluj Arena, Cluj-Napoca                                   |                                                           |
|              |              |       | Iannella 9' · Panico 62', 66' | Asistencia: 1.000 espectadores Árbitro(s): Esther Staubli | Asistencia: 1.000 espectadores Árbitro(s): Esther Staubli |

#### Stabæk - FCF Juvisy
| 31 de octubre | Stabæk | 0 - 0 | FCF Juvisy | Estadio Nadderud, Oslo                                       |  |
|               |        |       |            | Asistencia: 309 espectadores Árbitro(s): Natalia Avdonchenko |  |

| 8 de noviembre | FCF Juvisy                  | 2 - 1 | Stabæk    | Léo Lagrange, Borehamwood                               |                                                         |
|                | Cayman 40' · Soubeyrand 69' |       | Moore 21' | Asistencia: 650 espectadores Árbitro(s): Efthalia Mitsi | Asistencia: 650 espectadores Árbitro(s): Efthalia Mitsi |

#### Arsenal Ladies - 1.FFC Turbine Potsdam
| 1 de noviembre | Arsenal Ladies          | 2 - 1 | 1.FFC Turbine Potsdam | Meadow Park, Borehamwood                                  |                                                           |
|                | Chapman 70' · White 82' |       | Ōgimi 90'             | Asistencia: 832 espectadores Árbitro(s): Esther Azzopardi | Asistencia: 832 espectadores Árbitro(s): Esther Azzopardi |

| 7 de noviembre | 1.FFC Turbine Potsdam            | 3 - 4 | Arsenal Ladies                  | Karl-Liebknecht, Potsdam                                   |                                                            |
|                | Göransson 48', 59' · Winters 55' |       | Smith 27', 340, 57' · White 81' | Asistencia: 3,260 espectadores Árbitro(s): Carina Vitulano | Asistencia: 3,260 espectadores Árbitro(s): Carina Vitulano |

#### VfL Wolfsburgo - Røa IL
| 1 de noviembre | VfL Wolfsburgo                            | 4 - 1 | Røa IL    | Volkswagen-Arena, Wolfsburgo                           |                                                        |
|                | Pohlers 31', 81' · Jakabfi 40' · Popp 74' |       | Haavi 22' | Asistencia: 685 espectadores Árbitro(s): Jana Adámková | Asistencia: 685 espectadores Árbitro(s): Jana Adámková |

| 7 de noviembre | Røa IL       | 1 - 1 | VfL Wolfsburgo | Nedre Eiker, Mjøndalen                                      |                                                             |
|                | Johansen 31' |       | Müller 33'     | Asistencia: 65 espectadores Árbitro(s): Silvia Tea Spinelli | Asistencia: 65 espectadores Árbitro(s): Silvia Tea Spinelli |

#### Sparta Praha - WFC Rossiyanka
| 1 de noviembre | Sparta Praha | 0 - 1 | WFC Rossiyanka | Estadio SK Prosek, Praga                                       |                                                                |
|                |              |       | Oparanozie 12' | Asistencia: 525 espectadores Árbitro(s): Christina W. Pedersen | Asistencia: 525 espectadores Árbitro(s): Christina W. Pedersen |

| 8 de noviembre | WFC Rossiyanka                      | 2 - 2 | Sparta Praha                   | Estadio Rodina, Jimki                                    |                                                          |
|                | Vyštejnová 53' (a.g.) · Fabiana 63' |       | Voňková 3' · Danihelková 90+4' | Asistencia: 100 espectadores Árbitro(s): Katalin Kulcsár | Asistencia: 100 espectadores Árbitro(s): Katalin Kulcsár |

### Cuartos de final

#### Arsenal Ladies - ASD Torres Calcio
| 20 de marzo | Arsenal Ladies                     | 3 - 1 | ASD Torres Calcio | Meadow Park, Borehamwood                                   |                                                            |
|             | Smith 23' · Nobbs 49' · Little 63' |       | Mändly 71'        | Asistencia: 600 espectadores Árbitro(s): Bibiana Steinhaus | Asistencia: 600 espectadores Árbitro(s): Bibiana Steinhaus |

| 27 de marzo | ASD Torres Calcio | 0 - 1 | Arsenal Ladies | Vanni Sanna, Sassari                                     |                                                          |
|             |                   |       | Fahey 4'       | Asistencia: 3,150 espectadores Árbitro(s): Teodora Albon | Asistencia: 3,150 espectadores Árbitro(s): Teodora Albon |

#### FCF Juvisy - Göteborg FC
| 20 de marzo | FCF Juvisy  | 1 - 0 | Göteborg FC | Léo Lagrange, Borehamwood                                    |                                                              |
|             | Machart 17' |       |             | Asistencia: 800 espectadores Árbitro(s): Christine Baitinger | Asistencia: 800 espectadores Árbitro(s): Christine Baitinger |

| 27 de marzo | Göteborg FC  | 1 - 3 | FCF Juvisy                     | Walhalla, Gotemburgo                                         |                                                              |
|             | Averbuch 65' |       | Catala 77', 86' · Cayman 90+1' | Asistencia: 911 espectadores Árbitro(s): Silvia Tea Spinelli | Asistencia: 911 espectadores Árbitro(s): Silvia Tea Spinelli |

#### VfL Wolfsburgo - WFC Rossiyanka
| 20 de marzo | VfL Wolfsburgo       | 2 - 1 | WFC Rossiyanka     | Volkswagen-Arena, Wolfsburgo                                  |                                                               |
|             | Popp 5' · Müller 32' |       | Henning 46' (a.g.) | Asistencia: 1,971 espectadores Árbitro(s): Cristina Dorcioman | Asistencia: 1,971 espectadores Árbitro(s): Cristina Dorcioman |

| 28 de marzo | WFC Rossiyanka | 0 - 2 | VfL Wolfsburgo             | Olímpico Luzhnikí, Moscú                                 |                                                          |
|             |                |       | Pohlers 71' · Goeßling 88' | Asistencia: 800 espectadores Árbitro(s): Kirsi Heikkinen | Asistencia: 800 espectadores Árbitro(s): Kirsi Heikkinen |

#### Olympique de Lyon - LdB Malmö
| 20 de marzo | Olympique de Lyon                                     | 5 - 0 | LdB Malmö | Gerland, Lyon                                             |                                                           |
|             | Thomis 18' · Schelin 24', 62' · Abily 71' · Nécib 89' |       |           | Asistencia: 8,026 espectadores Árbitro(s): Esther Staubli | Asistencia: 8,026 espectadores Árbitro(s): Esther Staubli |

| 28 de marzo | LdB Malmö | 0 - 3 | Olympique de Lyon                      | Estadio de Malmö, Malmö                                    |                                                            |
|             |           |       | Schelin 15' · Rapinoe 53' · Renard 89' | Asistencia: 1,256 espectadores Árbitro(s): Kateryna Monzul | Asistencia: 1,256 espectadores Árbitro(s): Kateryna Monzul |

### Semifinal

#### Arsenal Ladies - VfL Wolfsburgo
| 14 de abril | Arsenal Ladies | 0 - 2 | VfL Wolfsburgo           | Meadow Park, Borehamwood                                   |                                                            |
|             |                |       | Pohlers 29' · Müller 85' | Asistencia: 1,406 espectadores Árbitro(s): Kateryna Monzul | Asistencia: 1,406 espectadores Árbitro(s): Kateryna Monzul |

| 21 de abril | VfL Wolfsburgo          | 2 - 1 | Arsenal Ladies | Volkswagen-Arena, Wolfsburgo                               |                                                            |
|             | Wagner 14' · Keßler 61' |       | Little 54'     | Asistencia: 8,173 espectadores Árbitro(s): Katalin Kulcsár | Asistencia: 8,173 espectadores Árbitro(s): Katalin Kulcsár |

#### Olympique de Lyon - FCF Juvisy
| 13 de abril | Olympique de Lyon               | 3 - 0 | FCF Juvisy | Gerland, Lyon                                              |                                                            |
|             | Schelin 18', 90+3' · Renard 63' |       |            | Asistencia: 21,923 espectadores Árbitro(s): Efthalia Mitsi | Asistencia: 21,923 espectadores Árbitro(s): Efthalia Mitsi |

| 21 de abril | FCF Juvisy | 1 - 6 | Olympique de Lyon                                            | Robert Bobin, Bondoufle                                     |                                                             |
|             | Diani 84'  |       | Rapinoe 6' · Schelin 19', 51' · Abily 63' · Tonazzi 71', 78' | Asistencia: 11,612 espectadores Árbitro(s): Katalin Kulcsár | Asistencia: 11,612 espectadores Árbitro(s): Katalin Kulcsár |

### Final
| 1          | POR        | Alisa Vetterlein  |     |
| 2          | DEF        | Luisa Wensing     |     |
| 27         | DEF        | Josephine Henning |     |
| 3          | MED        | Zsanett Jakabfi   | 78' |
| 9          | MED        | Anna Blässe       |     |
| 13         | MED        | Nadine Kessler    |     |
| 18         | MED        | Ivonne Hartmann   |     |
| 28         | MED        | Lena Goeßling     |     |
| 11         | DEL        | Alexandra Popp    |     |
| 25         | DEL        | Martina Müller    |     |
| 26         | DEL        | Conny Pohlers     | 82' |
| Entrenador | Entrenador | Ralf Kellermann   |     |

| 23         | POR        | Sarah Bouhaddi  |     |
| 3          | DEF        | Wendie Renard   |     |
| 5          | DEF        | Laura Georges   |     |
| 17         | DEF        | Corine Franco   |     |
| 18         | DEF        | Sonia Bompastor |     |
| 6          | MED        | Amandine Henry  |     |
| 7          | MED        | Megan Rapinoe   | 46' |
| 10         | MED        | Louisa Necib    |     |
| 23         | MED        | Camille Abily   | 67' |
| 8          | DEL        | Lotta Schelin   |     |
| 12         | DEL        | Élodie Thomis   |     |
| Entrenador | Entrenador | Patrice Lair    |     |

| 14 | MED | Lina Magull    | 78' |
| 23 | MED | Navina Omilade | 82' |

| 21 | MED | Lara Dickenmann   | 46' · 89' |
| 9  | DEL | Eugénie Le Sommer | 67'       |
| 25 | MED | Amel Majri        | 89'       |

|  | 73'(p) | Martina Müller | 1-0 |

|  | 89' | Lina Magull |

|  | 89' | Wendie Renard |

| Árbitro:             | [Teodora Albon     |
| Árbitros asistentes: | Petruta Iugulescu  |
| Árbitros asistentes: | Mihaela Gomoescu   |
| Cuarto árbitro:      | Cristina Dorcioman |
| Reporte              |                    |

| 1          | POR        | Alisa Vetterlein  |     |
| 2          | DEF        | Luisa Wensing     |     |
| 27         | DEF        | Josephine Henning |     |
| 3          | MED        | Zsanett Jakabfi   | 78' |
| 9          | MED        | Anna Blässe       |     |
| 13         | MED        | Nadine Kessler    |     |
| 18         | MED        | Ivonne Hartmann   |     |
| 28         | MED        | Lena Goeßling     |     |
| 11         | DEL        | Alexandra Popp    |     |
| 25         | DEL        | Martina Müller    |     |
| 26         | DEL        | Conny Pohlers     | 82' |
| Entrenador | Entrenador | Ralf Kellermann   |     |

| 23         | POR        | Sarah Bouhaddi  |     |
| 3          | DEF        | Wendie Renard   |     |
| 5          | DEF        | Laura Georges   |     |
| 17         | DEF        | Corine Franco   |     |
| 18         | DEF        | Sonia Bompastor |     |
| 6          | MED        | Amandine Henry  |     |
| 7          | MED        | Megan Rapinoe   | 46' |
| 10         | MED        | Louisa Necib    |     |
| 23         | MED        | Camille Abily   | 67' |
| 8          | DEL        | Lotta Schelin   |     |
| 12         | DEL        | Élodie Thomis   |     |
| Entrenador | Entrenador | Patrice Lair    |     |

| 14 | MED | Lina Magull    | 78' |
| 23 | MED | Navina Omilade | 82' |

| 21 | MED | Lara Dickenmann   | 46' · 89' |
| 9  | DEL | Eugénie Le Sommer | 67'       |
| 25 | MED | Amel Majri        | 89'       |

|  | 73'(p) | Martina Müller | 1-0 |

|  | 89' | Lina Magull |

|  | 89' | Wendie Renard |

| Árbitro:             | [Teodora Albon     |
| Árbitros asistentes: | Petruta Iugulescu  |
| Árbitros asistentes: | Mihaela Gomoescu   |
| Cuarto árbitro:      | Cristina Dorcioman |
| Reporte              |                    |

|                                    |
| Bandera de Alemania                |
| Campeón VfL Wolfsburgo 1.er título |

## Goleadoras
| Conny Pohlers                            | VfL Wolfsburgo    | 8 | 514' |
| Patrizia Panico                          | ASD Torres Calcio | 8 | 540' |
| Lotta Schelin                            | Olympique de Lyon | 7 | 365' |
| Laëtitia Tonazzi                         | Olympique de Lyon | 6 | 338' |
| Nataša Andonova                          | Turbine Potsdam   | 5 | 190' |
| Camille Abily                            | Olympique de Lyon | 5 | 627' |
| Louisa Nécib                             | Olympique de Lyon | 5 | 630' |
| Martina Müller                           | VfL Wolfsburgo    | 5 | 737' |
| Última actualización: 23 de mayo de 2013 |                   |   |      |

## Asistidoras
| Tijana Krstić                              | ŽFK Spartak Subotica | 6 | 270' |
| Mara Bâtea                                 | Olimpia Cluj-Napoca  | 4 | 206' |
| Leanne Ross                                | Glasgow City FC      | 4 | 224' |
| Manja Rogan                                | WFC Pomurje          | 4 | 270' |
| Cheryl Gallagher                           | Glasgow City FC      | 3 | 90'  |
| Suzanne Lappin                             | Glasgow City FC      | 3 | 226' |
| Milena Nikolić                             | ŽFK Spartak Subotica | 3 | 235' |
| Anouk Dekker                               | FC Twente            | 3 | 241' |
| Última actualización: 13 de agosto de 2013 |                      |   |      |